# Sözcü
Sözcü (Sprecher) ist eine türkische Tageszeitung mit Sitz in Istanbul. Auf der Liste der auflagenstärksten türkischen Zeitungen rangiert sie derzeit (Stand: Januar 2017) auf Platz 4. Seit dem 21. Januar 2013 wird Sözcü auch in Deutschland vertrieben, wobei in Europa keine Sonntagsausgaben erscheinen. Seit dem 1. September 2015 lautet das auf dem Titelkopf gedruckte Motto der Zeitung Sözcü susarsa Türkiye susar („Wenn Sözcü schweigt, schweigt die Türkei“).

## VorläuferGözcü
Ab dem 15. Mai 1996 erschien in der Mediengruppe Doğan eine Tageszeitung namens Gözcü (Wächter). Während die nur wenige Wochen zuvor vom selben Verlagshaus herausgebrachte Qualitätszeitung Radikal eine linksliberale Ausrichtung hatte, verfolgte die boulevardeske Gözcü eine strikt nationalistische und kemalistische Linie. Sie war konservativ, aber säkular. Nachdem die Partei für Gerechtigkeit und Aufschwung (AKP) Ende 2002 an die Macht gelangt war, nahm Gözcü eine deutlich oppositionelle Haltung ein. Zuletzt erzielte sie eine Auflage von rund 130.000 verkauften Exemplaren täglich.
Mit der Ausgabe vom 1. April 2007 wurde Gözcü eingestellt. Rahmi Turan, in den elf Jahren ihres Erscheinens Chefredakteur von Gözcü, begründete die Schließung mit mangelnder Wirtschaftlichkeit. Angesichts der vorliegenden Verkaufszahlen hielten Kritiker diese Darstellung für unglaubwürdig. Sie vermuteten, dass Verleger Aydın Doğan die Zeitung aus politischen Gründen eingestellt habe, weil diese der AKP-Regierung des damaligen Ministerpräsidenten Recep Tayyip Erdoğan missfallen habe. Auch der Journalist Emin Çölaşan, bei der Schließung von Gözcü noch Autor der Doğan-Zeitung Hürriyet und seit 2009 Kolumnist bei Sözcü, bezweifelte nachträglich, dass das Blatt aus wirtschaftlichen Gründen eingestellt wurde, und bezeichnete die Schließung als „Kapitulation“ des Verlegers.

## Gründung vonSözcü
Nach der Einstellung von Gözcü kaufte eine Gruppe um den damals 36-jährigen Unternehmer Burak Akbay die Namensrechte von Gözcü auf. Ab dem 27. Juni 2007 begann sie, unter dem Dach des neugegründeten Verlagshauses Estetik Yayıncılık Sözcü herauszugeben. Im Motto, mit dem die neue Zeitung in ihren ersten Jahren erschien (Cumhuriyetin Gözcüsü Sözcü Gazetesi – Zeitung Sözcü, Wächter der Republik) war die Bezugnahme auf das Vorgängerblatt deutlich. Auch inhaltlich knüpfte Sözcü nahtlos ans Vorgängerblatt an.
Einige Redakteure und Autoren von Sözcü kamen von Gözcü, andere stießen von anderen Zeitungen hinzu, allen voran von der Hürriyet. Im Laufe der Zeit entwickelte sich Sözcü zu einem Sammelbecken für namhafte kemalistische, vor allem rechtskemalistische Autoren, die anderswo entlassen worden waren. Von der Hürriyet kamen Emin Çölaşan, Yılmaz Özdil, Bekir Coşkun (über den Umweg Habertürk) und schließlich der einstige Gözcü-Chefredakteur Rahmi Turan. Von Star TV bzw. Milliyet wurde Uğur Dündar geholt. Weitere prominente Autoren sind der ehemalige Präsident des türkischen Verfassungsgerichts Yekta Güngör Özden und der Journalist Soner Yalçın.
Charakteristisch für die Zeitung sind lange, kämpferische bis aggressive Schlagzeilen, die sich oft über zwei oder mehr Zeilen erstrecken. Obwohl Sözcü die mit Abstand auflagenstärkste oppositionelle Zeitung der Türkei ist, wird sie in ausländischen Medien viel seltener zitiert als etwa Cumhuriyet, BirGün oder die Onlinezeitung Diken.
Sözcü ist die drittgrößte türkische Tageszeitung mit einer Auflage von rund 276.000 Exemplaren und das letzte bedeutende oppositionelle Medium, das bisher nicht attackiert worden war. Das rechtskemalistische Boulevardblatt hat seine Auflage in den vergangenen Jahren erheblich steigern können, da Zeitungen wie Radikal, Milliyet oder Hürriyet entweder ganz eingestellt oder weitgehend auf Regierungskurs getrimmt wurden.
Der Verleger der Sözcü legte im Januar 2013 ein Übernahmeangebot für die insolvente Frankfurter Rundschau vor. Das Angebot verlängerte zwar die Verkaufsverhandlungen der insolventen Zeitung, wurde aber von den Gläubigern abgelehnt. 

## Strafverfahren
Nach dessen Bekunden hatte Staatspräsident Erdoğan bis zum Sommer gegen den Sözcü-Autor Emin Çölaşan rund 30 Strafanzeigen wegen „Beleidigung des Staatspräsidenten“ eingereicht. Im Oktober 2015 wurde der Sözcü-Autor Necati Doğru wegen desselben Vergehens in erster Instanz zu elf Monaten Haft verurteilt. Im Jahr darauf wurde Nasuh Mahruki, Gründer der Hilfsorganisation Akut und Autor von Sözcü, aus demselben Grund festgenommen und nach einer richterlichen Haftprüfung gegen Auflagen freigelassen.
Am 1. Dezember 2014 lautete die Schlagzeile der Sözcü sinngemäß „Landeplatz im Wald eigens für Davutoğlu“. Für diese Falschmeldung wurde Sözcü zur Zahlung eines symbolischen Schmerzensgeldes verurteilt.
Im April 2015 wurde Sözcü zu einer symbolischen Geldstrafe von 5.000 TL verurteilt, weil sie Erdoğan in der Schlagzeile den Besitz von Villen zugeschrieben hatte, die jemand anderem gehörten.
Am 19. Mai 2017 wurden der Eigentümer und Herausgeber des Blattes, Buray Akbay, und drei Mitarbeiter des Blattes zur Festnahme ausgeschrieben. Der Reporter Gökmen Ulu und die Onlinechefin Mediha Olgun wurden festgenommen, ihre Häuser wurden durchsucht. Die Istanbuler Staatsanwaltschaft ermittelt im Rahmen der Operationen gegen die angebliche Terrororganisation FETÖ laut der staatlichen Nachrichtenagentur Anadolu Ajansı wegen „bewaffneten Aufstands gegen die Regierung“ sowie „Straftaten zugunsten der Gülen-Bewegung, ohne der Organisation anzugehören“. Akbay soll sich zu diesem Zeitpunkt im Ausland aufgehalten haben. 
Am 20. Mai 2017 erschien Sözcü mit 20 leeren Seiten in der türkischen und deren zehn in der internationalen Ausgabe.
Auf der ersten Seite standen nur die Worte 19 Mayıs (19. Mai),
Basın özgürlüğü (Pressefreiheit) und Özel Sayısı.

## Kritik
Kritiker von links wie aus dem Umfeld der AKP werfen Sözcü immer wieder Hassreden und Rassismus vor, insbesondere gegenüber Kurden, Armeniern und Flüchtlingen aus Syrien. Die Falschmeldungen der Sözcü wurden in türkischen Medien thematisiert. Sie beträfen insbesondere Erdoğan, seine Familie und die AKP. Die linke Webseite evrensel.net kritisierte eine Meldung der Sözcü über syrische Flüchtlinge als rassistisch. In der Schlagzeile hatte die Sözcü suggeriert, dass Syrer in der Türkei ein Lotterleben führten. Sözcü weist diese Kritik zurück.
Nach der Resolution des Deutschen Bundestages zum Völkermord an den Armeniern im Juni 2016 titelte das Blatt auf Deutsch „Schämen Sie sich!“ Dazu druckte Sözcü eine Fotomontage von Angela Merkel mit Hitlerbart, Hakenkreuzarmbinde und in SA-Uniform.

## Schwesterzeitungen

### SportzeitungAMK
Ab 2007 erschien im selben Verlag die Sport-Tageszeitung Fotogol. Im Sommer 2002 wurde sie eingestellt. Deren Nachfolge trat zum 9. Juni 2012 die Sportzeitung AMK an, wobei die Abkürzung für Açık Mert Korkusuz (Offen, Mutig, Furchtlos) steht. Feministinnen kritisierten den Namen, weil AMK auch als Abkürzung für einen vulgären, sexistischen Ausdruck steht. Die Ähnlichkeit wird als gewollt bezeichnet. Das Blatt hat derzeit (Stand: Januar 2017) eine verkaufte Auflage von täglich 10.562 Exemplaren.

### BoulevardzeitungKorkusuz
Seit dem 29. November 2014 erscheint der noch stärker boulevardeske Sözcü-Ableger Korkusuz (Furchtlos). Die verkaufte Auflage betrug im Januar 2017 täglich 39.917 Exemplare. Die inhaltlichen und personellen Überschneidungen zum Hauptblatt sind groß, die Webseite lautet www.korkusuz.com.tr.

### SatirebeilageGırgır
Seit Mai 2015 erscheint jeden Samstag die kostenlose Beilage Gırgır, die jedoch außer dem Namen nichts mit der Satirezeitschrift der 1980er-Jahre zu tun hat, die damals mit einer halben Million verkauften Exemplaren pro Woche die drittgrößte Satirezeitschrift der Welt war.

### Fernsehsender Halk TV
Seit 2013 gehört auch der einst vom damaligen CHP-Vorsitzenden Deniz Baykal gegründete Fernsehsender Halk TV zum selben Verlag. Während dem Sender beispielsweise bei der Auswahl der Interviewpartner sein Ursprung als Parteisender weiterhin vorgeworfen wird, sind Sözcü und seine Schwesterblätter parteipolitisch ungebundener. Des Weiteren wird eine Ablehnung gegenüber der Regierungspartei AKP sowie der prokurdischen Oppositionspartei HDP in Schlagzeilen und Kommentatoren zur Last gelegt.